# Bill Coleman
William Johnson Coleman ( 4 de agosto de 1904 en París, Kentucky – 24 de agosto de 1981 en Toulouse) fue un trompetista jazz.

## Comienzos
En 1909 su familia se trasladó de Kentucky a Cincinnati. Sus primeras exploraciones musicales fueron con el clarinete, pero finalmente se decidió por la trompeta. De joven trabajó como mensajero para la compañía de telégrafo Western Unión. Estudia con el trompetista de Cincinnati Theodore Carpenter y toca en una banda amateur dirigida por el trombonista J.C. Higgenbotham.

## Carrera
Coleman empezó su trabajo profesional en Cincinnati con las bandas dirigidas por Clarence Paige y Wesley Helvey y después con los hermanos Lloyd y Cecil Scott. En diciembre de 1927 viaja con los hermanos Scott a Nueva York y continúa trabajando con ellos hasta que en el verano de 1929 se une a la orquesta del pianista Luis Russell. Su primera sesión de registro fue con Russell el 6 de septiembre de 1929 y hace un solo en el tema "Feelin' the Spirit". Hacia diciembre de 1929 había dejado a Russell (en parte debido a que la mayoría del trabajo de solista lo desempeñaba Henry Red Allen), pero volvió a la banda en dos ocasiones más durante el periodo 1931–1932. Trabaja con varias bandas de Nueva York hasta que vuelve con Luis Russell en 1931.
Su primer viaje a Europa fue con la banda de Lucky Millinder de junio hasta octubre de 1933, después de lo cual regresa a Nueva York para trabajar con bandleaders como Benny Carter y Teddy Hill, con quien graba en 1935. Mientras con la banda de Hill participa en una sesión de registro con el pianista Fats Waller.
Coleman regresó a Cincinnati brevemente en el verano de 1935, después se dirigió a Europa, tocando en París con el vocalista Freddy Taylor (con quien había trabajado en la banda de Lucky Millinder). Mientras, en París, graba con el guitarrista Django Reinhardt e hizo varios sesiones bajo su propio nombre. En 1936 viaja a Bombay, India, tocando con la orquesta de Leon Abbey. Vuelve a París en abril de 1937, uniéndose a la banda dirigida por el saxofonista norteamericano William T. Lewis.
Después de una estancia en El Cairo, Egipto, Coleman regresó a los EE. UU. en marzo de 1940 y trabaja durante los años 40 con una gran variedad de los grupos de primera fila, que incluyen las bandas que dirigieron Benny Carter (1940), Teddy Wilson (1940–41), Andy Kirk (1941–42), Ellis Larkins (1943), Mary Lou Williams (1944), John Kirby (1945), Sy Oliver (1946–47) y Billy Kyle (1947–48). Durante este mismo tiempo, Coleman participó en muchas sesiones de grabación con estrellas del jazz como Lester Young, Billie Holiday y Coleman Hawkins.
Regresa a Francia en 1948 y permanece el resto de su vida allí, en parte debido a la segregación racial en EE. UU. Como muchos músicos americanos, él también recibió el reconocimiento que merecía de las audiencias europeas y durante las décadas que vive en Francia viaja y actúa en clubes y locales de concierto por todas partes de Europa. En 1978 actúa en el primer Festival de Jazz de Marciac (junto con el saxofonista tenor Guy Lafitte) y más tarde se convierte en presidente honorario de la organización de festival.
En 1974 recibe la Ordre Nacional du Mérite.

## Estilo
Desde su primer solo oficial con la Orquesta de Luis Russell, Coleman ha exhibido un sonido ligero más semejante al de Jabbo Smith que al de Louis Armstrong, aun así su fraseo está más en la línea de Armstrong que en la de Smith. En muchos aspectos su forma de tocar estaba estilísticamente relacionada con la otros trompetistas de la era del swing como Roy Eldridge y Buck Clayton.

## Discografía seleccionada
- Swingin' in Switzerland (1957)
- The Great Parisian Session (1960)
- From Boogie to Funk (1960)
- Three Generation Jam (1969)
- Blowing for the Cats (1973)
- Bill Coleman Meets Guy Lafitte (1975)
- Really I Do (1980)
- Petite Fleur (1992)
- Plus Four (1995)
- A Smooth One: Live In Manchester May 1967 (2002)
- Swiss Radio Days, Vol. 23: At Théâtre Bel-Air, Lausanne 1949 (2011)